# Adelphoderia regina
Genre
Espèce
Adelphoderia regina, unique représentant du genre Adelphoderia, est une espèce de collemboles de la famille des Spinothecidae.

## Distribution
Cette espèce est endémique d'Australie.

## Publication originale
- Greenslade, 1982 : Revision of the Spinothecinae (Collembola: Sminthuridae) including a new Australian genus. Journal of the Australian Entomological Society, vol. 21, no 2, p. 81-95.